# Galizischer Bauernaufstand 1846

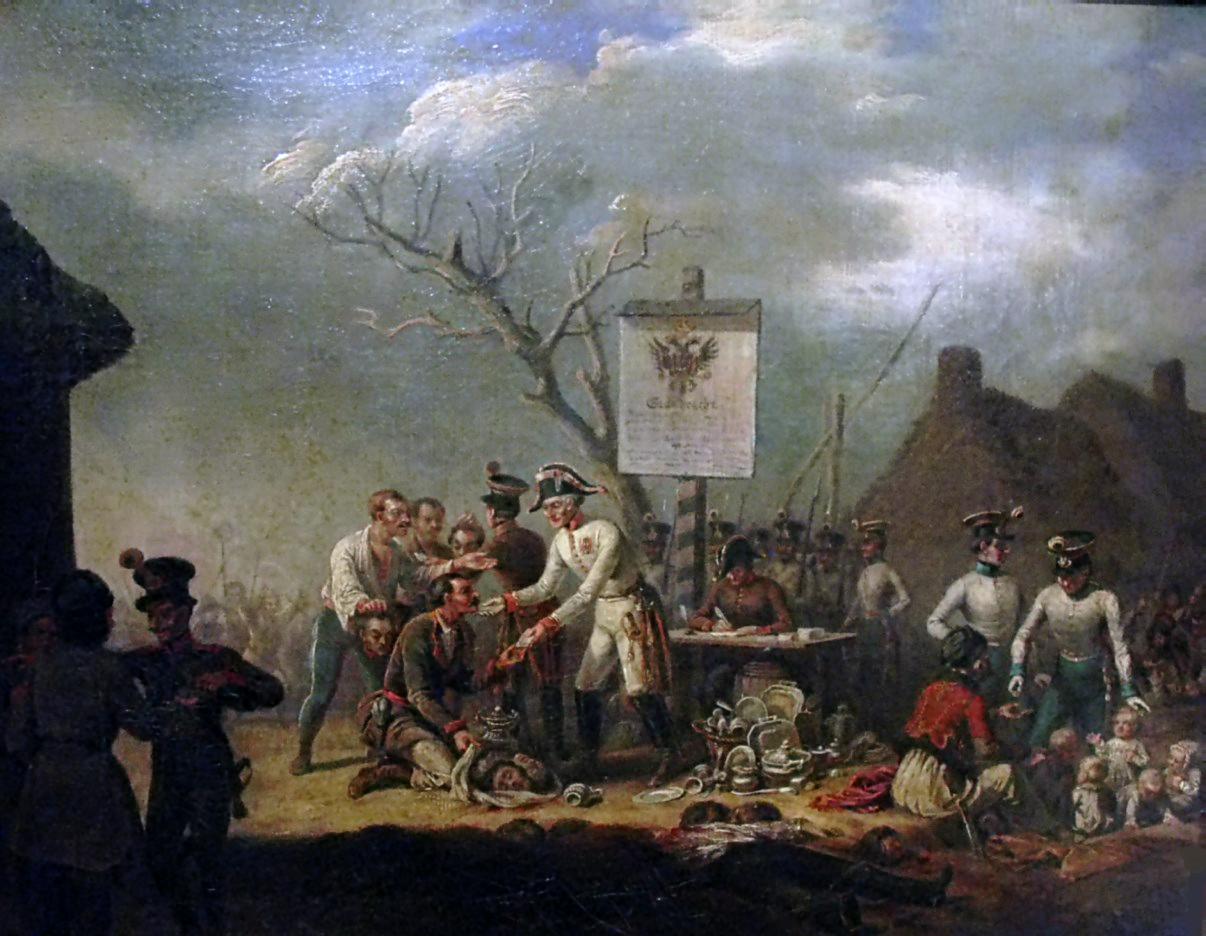
Jan Nepomucen Lewicki (1871): Galizisches Gemetzel 1846. – Unter dem doppelköpfigen Habsburger Adler werden Bauern für die abgetrennten Köpfe polnischer Adliger bezahlt, unter dem Tisch stapelt sich geraubtes Silber aus den Herrensitzen. Das Bild zeigt die Erinnerung der polnischen Elite an den Galizischen Bauernaufstand von 1846, aber kein reales Ereignis.

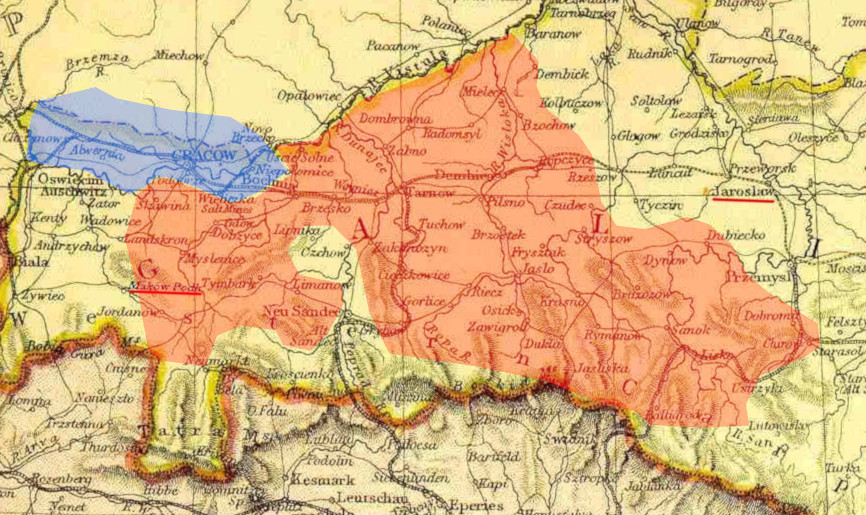
Der galizische Bauernaufstand
Krakauer Aufstand

Der galizische Bauernaufstand 1846, angeführt von Jakub Szela (1787–1862 oder 1866) war gegen die Leibeigenschaft der Bauern und deren Ausbeutung gerichtet. Es starben über 1000 polnische Gutsbesitzer, einige Priester und Beamte, etwa 470 Herrenhäuser wurden zerstört.
Der Historiker Christopher Clark betont, beinahe jedes Puzzleteil der Erzählung des galizischen Bauernaufstandes sei „umstritten“. Die Deutung und Wertung des galizischen Bauernaufstandes hänge maßgeblich davon ab, ob man sich auf österreichische oder polnische Quellen beziehe.

## Ursachen des Aufstandes
Der Staat Polen war zwischen 1772 und 1795 in drei Schritten zwischen dem Russischen Kaiserreich, Preußen und Österreich-Ungarn aufgeteilt worden (Siehe: Teilungen Polens). Das Gebiet Galizien wurde so Teil Österreich-Ungarns.
Christopher Clark geht davon aus, das Zentrum der Vorbereitung des Bauernaufstandes habe nicht in Galizien selbst, sondern in der polnischen Exilgemeinde gelegen, vor allem im Umfeld von Ludwik Mierosławski, welcher zum „Führer und Befehlshaber der Operationen in Galizien“ ernannt wurde. Vor allem die polnische Oberschicht habe versucht, einen landesweiten Aufstand anzuzetteln, mit dem Ziel, den polnischen Nationalstaat wiederherzustellen.

## Verlauf
Polnische Adelige riefen ihre Untertanen zusammen und versuchten, sie zum bewaffneten Aufstand gegen Österreich zu bewegen. Die Adeligen versprachen den Bauern die Abschaffung der Salz- und Tabaksteuer sowie die Befreiung von Frondiensten.
Die Bauern jedoch folgten den Aufrufen der Adeligen nicht. Sie weigerten sich mehrheitlich, gegen Österreich vorzugehen, vor allem, weil sie den Beteuerungen der Abschaffung der Frondienste keinen Glauben schenkten. Hinzu kam, dass Galizien ethnisch sehr divers war und große Teile der Bevölkerung kein Interesse an einem polnischen Nationalstaat hatten (beispielsweise die Ruthenen).
Der amerikanische Historiker Pieter M. Judson schreibt dazu: Galiziens Bauern „unterwarfen sich lieber der Herrschaft eines Habsburgerkaisers, der zwischen ihnen und den die Peitsche schwingenden tyrannischen Grundbesitzern stand, als in einem unabhängigen polnischen Staat zu leben“.
Die Wut der Bauern schlug um in Gewalt. Sie griffen die polnischen Adeligen an und lieferten sie teilweise an Österreich aus. Dies verleitete den Historiker Christopher Clark zur Einschätzung, es habe sich sogar um zwei Aufstände gehandelt:

„Genau genommen handelte es sich nicht um einen Aufstand, sondern um zwei. Der erste war ein versuchter landesweiter Aufstand der polnischen Oberschicht in der Provinz und der benachbarten freien Stadt Krakau; der zweite war die Welle bäuerlicher Gewalt gegen die Rebellen, die den ersten Aufstand im Keim erstickte.“

Der Bauernaufstand 1846 stiftete ein bis Ende des 19. Jahrhunderts dauerndes Misstrauen zwischen dem polnischen Bauernvolk und den gebildeten Schichten. Um eine Verbrüderung der Intellektuellen mit den polnischen Bauern bemühten sich erst einige Vertreter des Jungen Polen („Chłopomania“) an der Wende zum 20. Jahrhundert. Einige junge Krakauer Künstler wie Stanisław Wyspiański und Lucjan Rydel ließen sich auf dem Land nieder und heirateten Bauerntöchter.
Die Gestalt von Jakub Szela erscheint in Stanisław Wyspiańskis Drama „Die Hochzeit“ (1901).